# 게르하르두스 보스
게르하르두스 요한네스 보스 혹은 게할더스 보스(Geerhardus Johannes Vos, 1862년 3월 14 일 - 1949년 8월 13일)는 네덜란드 헤이렌베인(Heerenveen)에서 태어나서 19세에 기독교 개혁교회 (북아메리카)의 목사인 아버지를 따라서 미국 미시간주로 이민왔다. 그는 미국 기독교 개혁교회 (북아메리카) 교단인 칼빈 신학교에서 공부한 후에 프린스턴 신학교에서 수학하고 스투라스부르 대학교에 1888년 아랍어 연구로 박사학위를 받았다. 미국의 칼빈주의 신학자이자 성경신학분야로 프린스턴 신학교에서 가장 저명한 신학자이다. 아브라함 카이퍼와 헤르만 바빙크는 암스테르담 자유대학교에서 교수직을 요청하였으나 칼빈 신학교에서 강의를 하려고 돌아갔다. 1893년부터 1932년까지 프린스턴 신학교에서 성경신학과 조직신학을 가르쳤다. 그는 당시 독일에서 시작된 역사비평학도 주의깊게 보면서 개혁주의 신학에 근거하여 성경중심적 신학의 원리에 충실하였다. 그의 후배 학자였던 존 그레섬 메이천, 코넬리우스 밴틸, 존 머레이, 에드워드 J. 영, 리차드 게핀과 같은 많은 웨스트민스 신학교 교수들과 칼빈 신학교의 루이스 벌콥에게 크게 영향을 주었다. 그는 개혁주의 성경신학의 아버지라고 불린다. 국내 번역서로는 게르할더스 개혁교의학, 성경신학, 바울의 종말론, 구약의 종말론, 예수의 자기계시 등이 있다.

## 신학
한국성경신학회에서 강의한 세인트앤드루스 대학교의 스캇 J. 해프먼 박사는 “보스에게 있어 ‘개혁주의자’라는 것은. 언약 신학자라는 의미”라 했다. 그는 다음과 보스의 신학을 분석하여 발표하였다.
- 행위 언약은 하나님께서 에덴동산에서 아담과 관계를 맺으신 방식인데, 아담은 아직　확정적이고 영구적인 의로운 상태를 얻지 못하였지만, 그리스도께서는 그의 공생애 가운데에서, 두번째 아담으로써 이를 얻게 되었다.

- 구속 언약은 삼위께서 행위 언약을 이루신 그리스도의 “공로”로 인류를 구원하시기로　결정하신 언약적인 동의이다.

- 은혜 언약은 그리스도께서 구속 언약 가운데에서 행위 언약을 이루셨다는 믿음으로 인류가 구원을 얻는 언약이다.

보스는 이 세 가지 언약들에 집중하면서, ▶모든 인간의 행위는 하나님의 선행된 사역에 의존하여야 한다 ▶인간은 자신의 모든 행위 가운데에서 하나님의 형상을 드러내야 하고, 하나님의 성품을 계시 하는 도구가 되어야 한다 ▶후자는 무의식적으로나 수동적으로 일어나서는 안 되고 하나님 성품의 계시는 의식적인 삶의 이해와 의지 가운데 일어나야 하고 적극적인 외적인 표현으로 되어야 한다는 세 가지 인식론적 원리들로 요약된 세 가지 요구들이 언약 교리 가운데 정확하게 이뤄졌는지 보여주려 노력했다고 한다.
헤프먼은 “특별히 보스가 개혁 신학의 전제들과 원리들을 완성시키는 이 세 가지 언약들의 이해를 바탕으로 여섯 개의 교리적 기둥들을 강조했다”고 전했다.
▶행위 언약은 하나님의 영광을 드러내고 따라서 개혁 신학을 입증한다 ▶행위 언약은 타락 이전에 시작되었고 따라서 창조의 유예적인 상태를 나타낸다 ▶하나님의 성품은 근본적으로 법적이기(judicial) 때문에 그 계명의 방식으로 행위와 보상을 우선시 한다 ▶행위 언약은 영원하고 따라서 구속 언약을 결정 한다 ▶은혜 언약은 하나님을 영화롭게 하고 따라서 행위 언약이 구속 언약 안에서 성취되었다고 전제 한다 ▶은혜 언약은 하나님을 영화롭게 하고 따라서 율법의 제 3용도를 요구 한다 등이 바로 그것이다.
헤프먼 박사는 “개혁주의 전통에 있는 많은 사람들에게, 웨스트민스터 신앙고백서와 조화를 이루는 보스의 언약 교리 해설과 교회론적인 적용이 그의 가장 큰 기여라 생각 한다”고 밝히고, “성경 신학의 미래와 연관해서, 보스는 하나님과 사람의 관계를 이해하는 기본적인 방식으로 ‘언약’의 개념을 우리에게 소개하고 있다”고 이야기 했다.

## 성경신학 방법과 오용
신학자 이승구 박사에 따르면, 보스의 성경 신학을 “특별계시의 역사”(the history of the special revelation)라고 한다.  하나님께서 주신 특별 계시가 어떤 역사적 과정을 가지고 우리에게 주어졌는지를 탐구하는 학문이라는 말이다. 물론 그것을 탐구하는 것도 오직 성경을 통해서만 가능하다고 한다. 그러므로 무엇보다 먼저 해야 하는 것은 주어진 본문의 계시가 과연 어떤 “계시의 시기”에 주어진 것인지를 잘 생각하는 일이다. 이 말을 무엇보다도 후대의 계시를 이 앞 시대에 집어넣어 생각하지 않으려고 해야 한다는 의미이다. 오직 주어진 계시의 시기 안에서 하나님께서 주신 의도를 잘 찾은 다음에 그 다음 계시가 이 계시와 어떻게 연관되는 지를 생각하는 것이 순서이다. 그런 후에 계시가 종국적으로 밝게 드러나 신약 시대의 밝히 드러난 계시와 과연 어떤 관계를 지니는 지를 찾을 수 있다. 여기 바른 모형론(typology)이 있을 수 있는 가능성이 있다. 이 때 성경 자체에 그런 시사가 있는 것을 연결시켜야지 전혀 관계가 없는 것을 그저 같은 단어가 있다든지, 같은 색이 사용되었다든지 하는 것 때문에 연결시키는 것은 결국 성경을 무시간적으로 취급하는 오류에 빠지는 것입이다. 예를 들어서, 가인과 아벨의 제사를 생각해 보십시오. 이 문제를 당대의 계시 시대로부터 생각하지 않고, 상당히 무시간적으로 생각하던 세대주의자들은 “피 흘림이 없은즉 사함이 없느니라”(히 9:22)는 후대의 계시를 이 앞선 시대에 계시에 넣어서 해석하면서 아벨의 동물 희생제사는 피 흘림이 있기에 하나님께서 받았다고 잘못 해석해 왔던 것이다(스코필드 주석 성경). 한국의 보수적 교회들 안에도 이런 가르침이 오랫동안 퍼져 있었다. 한국교회가 보스(Vos)를 읽고 성경 신학을 강조할 것을 주장한다.

## 작품들
- The Mosaic Origin of the Pentateuchal Codes (1886)
- The Idea of Biblical Theology as a Science and as a Theological Discipline: The Inauguration Of Rev. Geerhardus Vos, Ph.D., D.D., as Professor Of Biblical Theology' (1894)
- "The Scriptural Doctrine of the Love of God" in The Presbyterian and Reformed Review (1902)
- The Teaching of Jesus Concerning the Kingdom of God and the Church (1903)
- Grace and Glory (1922)
- The Self-Disclosure of Jesus: The Modern Debate about the Messianic Consciousness (1926)
- "Jeremiah's Plaint and its Answer" in The Princeton Theological Review (1928)
- The Pauline Eschatology (1930): 보스는 now/not yet 의 개념을 이 책에서 소개하였다.
- Charis, English Verses (1931)
- Western Rhymes (1933)
- The Teaching of the Epistle to the Hebrews (1944)
- Biblical Theology: Old and New Testaments (1948): 책의 서문에서 보스는 '성경신학'이라는 명칭에 대하여 불편함을 드러내었다. 오히려 그가 제안한 다른 이름은 '특별계시의 역사'였다.[4]

사후 출판물:
- The Eschatology of the Old Testament (2001)
- Redemptive History and Biblical Interpretation: The Shorter Writings of Geerhardus Vos (2001)
- The Collected Reviews of Geerhardus Vos (2013)
- The Collected Articles of Geerhardus Vos (2013)
- The Collected Dictionary Articles of Geerhardus Vos (2013)

## 같이 보기
- 아브라함 카이퍼
- 기독교 개혁교회 (북아메리카)